# 爱德华·英霍夫

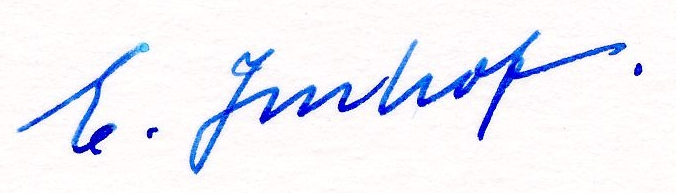
爱德华·英霍夫的签名

爱德华·英霍夫（Eduard Imhof，又译因霍夫，1895年1月25日—1986年4月27日），瑞士地图学家。

## 生平
1925年至1965年在瑞士苏黎世联邦理工学院任地图学教授。英霍夫以使用晕渲法编绘的学校地图和地图集而闻名，他在1922年至1973年间编制了大量学校地图。英霍夫亦使用晕渲法绘制了瑞士各州以及奥地利的福拉尔贝格州。